# 松浦築枝
松浦 築枝（まつうら つきえ、1907年（明治40年）11月5日 - 1999年（平成11年））は、日本の女優である。初期芸名は松浦 月枝（読み同）、出生名は大野 月枝（おおの-）、結婚後の本名は松田 月枝（まつだ-）である。

## 来歴
1907年（明治40年）11月5日、大韓帝国釜山（現在の大韓民国釜山広域市）に「大野月枝」として生まれる。1910年（明治43年、同地は日本領となり朝鮮釜山府となった。
やがて松竹キネマの柳さく子に演技を学び、京都の松竹キネマ下加茂撮影所に入社した。
1925年（大正14年）5月、阪東妻三郎を筆頭に、等寺院の東亜キネマを抜け出た女優らがマキノ・プロダクション創設の報を聞き、マキノ映画上映舞台挨拶のため朝鮮に渡る。釜山についた阪東に、朝鮮でマキノ映画の配給をしていた櫻庭藤夫が「松浦を女優にしてくれ」と頼み、阪妻が了承。
同年6月、マキノ・プロダクション御室撮影所が発足、阪妻の世話でこれに移籍。同年、「松浦月枝」名義で二川文太郎監督の『乱刀 前篇』に出演した。
1926年（大正15年）、同社社長の牧野省三の指示で改名、高見貞衛監督の『浪人地獄』から「松浦築枝」と名乗った。

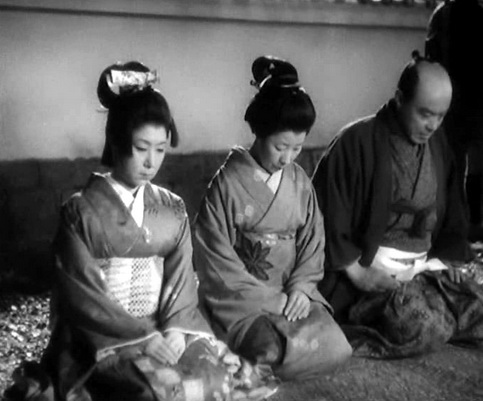
『西鶴一代女』出演時の松浦（中央）

1930年（昭和5年）12月以降のマキノ・プロダクションの経営難に際して、名古屋あるいは東京・浅草で他の所属俳優たちとともに舞台で活動し、収益金を争議資金に充てた。
1931年（昭和6年）には同社は製作停止せざるを得なくなり、最終的に解散となる。同年、新興キネマに移籍。
1932年（昭和7年）1月、牧野省三の息子の一人である松田定次と結婚し、同年、代表作となる山中貞雄監督の『磯の源太 抱寝の長脇差』に出演する。同年2月設立された正映マキノキネマ、同年11月からは宝塚キネマ興行、1933年（昭和8年）には太秦発声映画、1934年（昭和9年）にはエトナ映画社へと移籍した。
1935年（昭和10年）11月、マキノ正博がマキノトーキー製作所を設立すると、夫の松田とともに参加した。
第二次世界大戦後は、マキノ光雄が経営陣にいる東横映画で活動。
1951年（昭和26年）、同社が他の2社と合併して東映が設立されると、東映京都撮影所の専属女優となった。
1965年（昭和40年）、引退。
1999年（平成11年）、死去。満91-92歳没。

## 人物・エピソード
1929年（昭和4年）当時の雑誌記事によれば、当時の身長は「5尺1寸」（154.5センチ）、体重は「11貫400匁」（42.75キロ）、京都市外花園村（現在の市内右京区花園）在住とあった。

## おもなフィルモグラフィ
1920年代
- 『乱刀 前篇』 : 監督二川文太郎、1925年 - 「松浦月枝」名義
- 『牡丹燈籠』 : 監督沼田紅緑、1926年
- 『照る日くもる日』第一篇・第二篇 : 監督二川文太郎、1926年
- 『浪人地獄』 : 監督高見貞衛、1926年
- 『照る日くもる日』第三篇 : 監督中島宝三、1927年
- 『照る日くもる日』第四篇 : 監督人見吉之助、1927年
- 『忠魂義烈 実録忠臣蔵』 : 監督マキノ省三、1928年
- 『蹴合鶏』 : 監督マキノ正博、1928年
- 『崇禅寺馬場』 Sozenji Baba  : 監督マキノ正博、1928年
- 『浪人街 第二話 楽屋風呂 第一篇』 : 監督マキノ正博、1929年
- 『浪人街 第二話 楽屋風呂 解決篇』 : 監督マキノ正博、1929年
- 『首の座』 : 監督マキノ正博、1927年

1930年代
- 『学生三代記 明治時代』 : 監督マキノ正博・阪田重則・並木鏡太郎・久保為義、1930年
- 『磯の源太 抱寝の長脇差』 : 監督山中貞雄、1932年
- 『涙の天使』 : 監督米沢正夫、1933年

1940年代
- 『歌麿をめぐる五人の女』 Utamaro and His Five Women : 監督溝口健二、1946年
- 『地獄の顔』 : 監督大曽根辰夫、1947年
- 『三本指の男』 : 監督松田定次、1947年
- 『獄門島』 : 監督松田定次、1949年
- 『獄門島 解明篇』 : 監督松田定次、1949年

1950年代
- 『八ツ墓村』 : 監督松田定次、1951年
- 『西鶴一代女』 The Life of Oharu : 監督溝口健二、1952年
- 『新諸国物語 笛吹童子』第一部・第二部・第三部 : 監督萩原遼、1954年
- 『悪魔が来りて笛を吹く』 : 監督松田定次、1954年
- 『紅顔の若武者 織田信長』 : 監督河野寿一、1955年
- 『三つ首塔』 : 監督小林恒夫・小沢茂弘、1956年
- 『朱雀門』 : 監督森一生、1957年
- 『源氏物語 浮舟』：監督衣笠貞之助、1957年
- 『仇討崇禅寺馬場』 Adauchi sōzenji baba : 監督マキノ雅弘、1957年
- 『水戸黄門』 : 監督佐々木康、1957年
- 『雪之丞変化』 : 監督マキノ雅弘、1959年

1960年代
- 『壮烈新選組 幕末の動乱』 : 監督佐々木康、1960年
- 『反逆児』 : 監督伊藤大輔、1961年
- 『瞼の母』 : 監督加藤泰、1962年
- 『恋や恋なすな恋』 : 監督内田吐夢、1962年
- 『武士道残酷物語』 : 監督今井正、1963年
- 『忍者秘帖 梟の城』 : 監督工藤栄一、1963年
- 『十三人の刺客』 : 監督工藤栄一、1963年
- 『宮本武蔵 一乗寺の決斗』 : 監督内田吐夢、1964年
- 『新吾番外勝負』 : 監督松田定次、1964年
- 『大喧嘩』 : 監督山下耕作、1964年
- 『関東破門状』 : 監督小沢茂弘、1965年
- 『素浪人 月影兵庫 第1シリーズ』第22話 : テレビ映画、1966年

## 註
1. 1 2 3 4 5 6 7 8 9  『無声映画俳優名鑑』、無声映画鑑賞会編、マツダ映画社監修、アーバン・コネクションズ、2005年、p.189。
2. 1 2 3 4 5 6 7 8 9 10 11 12  「菅家紅葉氏談話」、立命館大学、2009年11月5日閲覧。
3. ↑  『映画渡世・天の巻 マキノ雅弘伝』（マキノ雅弘、平凡社）
4. ↑  『日本俳優名鑑 - 映画俳優の部』、「芝居とキネマ」昭和4年1月号新春付録、1929年、「松浦築枝」の項。